# Moampack (Cameroun)
Moampack est un village situé dans la région Est du Cameroun et dans le département de Boumba et Ngoko. Il se trouve plus précisément dans l'arrondissement de Yokadouma et dans le quartier de Mpou-Mpong.

## Population
En 2005, le village de Moampack comptait 1 685 habitants.

## Éducation
Le village de Moampack dispose d'un collège général basé sur un système francophone. Les enfants de se village peuvent donc y étudier de la 6e à la 3e.